# خامه زده‌شده
خامهٔ زده  یا خامه فرم گرفته (به انگلیسی: Whipped cream) خامه‌ای است که   توسط هم‌زدن با همزن، همزن دستی یا چنگال هوا به آن داخل شده و به گونه سبک و پف مانند درآمده‌است. اغلب طعم آن شیرین است و گاهی با وانیل به آن مزه داده می‌شود. خامهٔ زده به دو گونه  تهیه می‌شود: اگر با شکر زده شود کرم شانتیلی به فرانسوی Crème chantilly نام دارد و اگر خامه به تنهایی و بی شکر زده شود، به فرانسوی Crème fouettèe نامیده می‌شود. وزن شکر بر حسب میل بین ۱۰–۵ درصد وزن خامه در نظر گرفته می‌شود.

## محتوای چربی
خامه ای که به عنوان خامه زده  استفاده می‌شود دارای محتوای چربی بالایی است - معمولاً ۳۰٪ - ۳۶٪ - زیرا گلبول‌های چربی به تشکیل حباب‌های هوای پایدار کمک می‌کنند.
در طول زدن خامه، مولکول‌های چربی تا حدی به هم پیوسته یک شبکه تثبیت شده ایجاد می‌کنند که حباب‌های هوا را به دام می‌اندازد.[۲] کلوئید حاصل تقریباً دو برابر حجم خامه اصلی است. با این حال، اگر هم زدن ادامه یابد، قطرات چربی به هم می‌چسبند و کلوئید را از بین می‌برند و کره تشکیل می‌دهند. خامه کم چرب (یا شیر) خامهٔ زده  خوبی نمی‌دهد، در حالی که خامه پرچرب کف پایدارتری تولید می‌کند.